# Dolna Ǵonovitsa
Dolna Ǵonovitsa (en macédonien Долна Ѓоновица ; en albanais Gonovica e Poshtme) est un village du nord-ouest de la Macédoine du Nord, situé dans la municipalité de Gostivar. Le village comptait 242 habitants en 2002. Il est majoritairement albanais.

## Démographie
Lors du recensement de 2002, le village comptait :
- Albanais : 239
- Autres : 3